# Michele Gazich

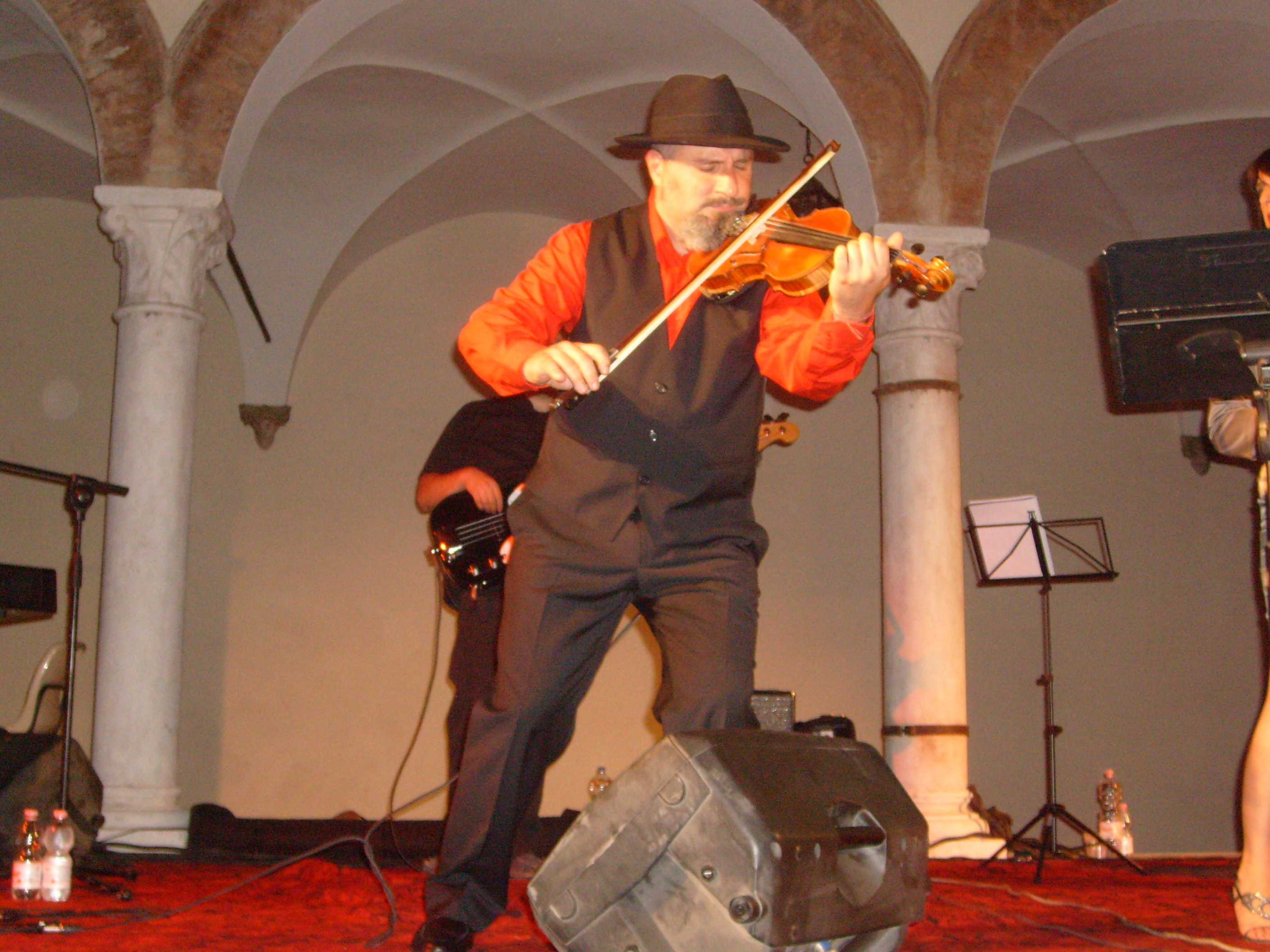
Michele Gazich

Michele Gazich ist ein italienischer Musiker, Cantautore, Musikproduzent und Musikpädagoge.

## Leben und Wirken
Gazich tritt vor allem als Violinspieler und Sänger auf, spielt aber auch Klavier. Er trat seit den 1990er Jahren international – u. a. in Italien, Portugal, den Niederlanden, England und Deutschland – mit Orchestern und Kammermusikgruppen und Musikern wie Mary Gauthier, Tom Russell, John Hammond und Michelle Shocked auf. Seit 2000 arbeitet er mit Eric Andersen zusammen, mit dem er u. a. in New York und Tokio auftrat und das Album Live in Cologne produzierte. Mit Mark Olson unternahm er zwischen 2006 und 2008 eine Tournee durch die USA und Europa, bei der er 300 Konzerte gab. Mit Mary Gauthier trat er 2006 in der Londoner Royal Festival Hall auf.
Er veröffentlichte mehrere eigene Alben, darunter Dieci Canzoni di Michele Gazich (2008), L’Imperdonabile (2011), Folk Rock (2012, mit Massimo Priviero), Verso Damasco (2012) und Una storia di mare e di sangue (2014) und wirkte an mehr als fünfzig weiteren Alben mit. Zudem komponierte er Film- und Schauspielmusiken.